# Груднева, Елена Александровна
Еле́на Алекса́ндровна Гру́днева (Сюткина) (21 февраля 1974 г. Кемерово, СССР) — советская гимнастка, олимпийская чемпионка, чемпионка мира, заслуженный мастер спорта.

## Спортивные достижения
Олимпийские игры
| Год  | Абсолютное | Командное | Опорный прыжок | Брусья   | Бревно  | Вольные упражнения |
| ---- | ---------- | --------- | -------------- | -------- | ------- | ------------------ |
| 1992 | 22 (кв.)   | 1         | 24 (кв.)       | 14 (кв.) | 9 (кв.) | 43 (кв.)           |

Выступления на чемпионатах мира и первенствах СССР:
| Год  | Первенство       | Абсолютное | Командное | Опорный прыжок | Брусья | Бревно | Вольные упражнения |
| ---- | ---------------- | ---------- | --------- | -------------- | ------ | ------ | ------------------ |
| 1991 | Чемпионат мира   |            | 1         |                |        |        |                    |
| 1992 | Чемпионат Европы | 10         |           | 5              | 3      | 5      |                    |

## Биография
Работает тренером в СДЮСШОР-1 города Кемерово.

## Награды
- Звание заслуженный мастер спорта (1992).